# Jacques Van Gompel
Jacques Van Gompel (Gilly, 12 juni 1947) is een Belgisch politicus voor de PS. Hij was burgemeester van Charleroi en Belgisch volksvertegenwoordiger.

## Politieke loopbaan
Van Gompel, onderwijzer van opleiding en beroep, was in 1964 medestichter van de jongerenafdeling van de PSB in het arrondissement Charleroi. 
Van 1970 tot 1976 was hij gemeenteraadslid van Gilly. Na de fusie met Charleroi was hij daar van 1977 tot 2012 eveneens gemeenteraadslid. Hij werd een van de machtigste mannen in de streek van Charleroi en binnen de PS, totdat hij verwikkeld geraakte in financieel-politieke schandalen. Van 1983 tot 1988 was hij er schepen van Jeugd en Openbare Werken, van 1989 tot 1995 eerste schepen met dezelfde bevoegdheden, van 1995 tot 2000 waarnemend burgemeester tijdens het ministerschap van Jean-Claude Van Cauwenberghe en van 2000 tot 2006 was hij effectief burgemeester.
Bij de wetgevende verkiezingen van 1978 werd hij als opvolger van Léopold Tibbaut op de PS-lijst geplaatst. Van 1978 tot 1983 was hij lid van de Kamer van volksvertegenwoordigers voor het arrondissement Charleroi. Hij zetelde hierdoor ook in de Franse Cultuurraad en opvolger de Franse Gemeenschapsraad en in de in 1980 opgericht Waalse Gewestraad.

## Schandaal
Op 24 mei 2006 gaf Jacques Van Gompel zijn ontslag als burgemeester na diverse beschuldigingen van valsheid in geschrifte en corruptie in openbare aanbestedingen. Partijvoorzitter Elio Di Rupo weigerde het ontslag en gaf hem verder vertrouwen. Hij voerde de lijst aan bij de verkiezingen van oktober 2006 en bleef burgemeester.
Op 20 oktober 2006, enkele dagen na de gemeenteraadsverkiezingen, werd Van Gompel opgepakt door het gerecht en opgesloten in de gevangenis. Er werden tevens huiszoekingen gehouden. Vanuit de gevangenis nam hij op 23 oktober 2006 alsnog ontslag als burgemeester, maar bleef in de gemeenteraad zetelen.
In oktober 2011 werd hij veroordeeld tot 18 maanden gevangenisstraf met uitstel. In maart 2013 werd hij echter door het hof van beroep volledig vrijgesproken. Hij had ondertussen zijn politieke carrière beëindigd door geen kandidaat meer te zijn voor de gemeenteraadsverkiezingen van oktober 2012.